# Ars Magna (Кардано)
«Ars Magna» (с лат. — «Великое искусство») — книга на латинском языке по алгебре, написанная итальянским математиком Джероламо Кардано, крупнейшим алгебраистом XVI века. Впервые она была опубликована в 1545 году под названием Artis Magnae, Sive de Regulis Algebraicis (Великое искусство, или Правила алгебры). При жизни Кардано было второе, дополненное издание, опубликованное в 1570 году. В этой книге была решена (в значительной степени) проблема, с которой два тысячелетия не могли справиться лучшие математики мира — нахождение в явном (алгебраическом) виде корней уравнений третьей и четвёртой степеней (формулы Кардано).
Прикладное значение формул Кардано было не слишком велико, так как к этому моменту математики уже разработали численные методы для вычисления корней уравнений любой степени с хорошей точностью. Однако книга Кардано была первым трудом математика новой Европы, которая содержала не сводку ранее известных результатов, а открытие нового теоретического метода, неизвестного ни греческим, ни исламским математикам. Этот успех воодушевил математиков Европы на новые достижения, которые не замедлили последовать.
Формулы Кардано также стали основой для введения одного из важнейших математических объектов — комплексных чисел. Кроме того, книга Кардано начала долгую историю исследований по решению уравнений в радикалах, которая три столетия спустя привела Эвариста Галуа к созданию теории групп. Поэтому Ойстин Оре назвал этот труд началом современной алгебры и одним из трёх величайших научных книг раннего Возрождения — вместе с трактатами «О вращении небесных сфер» Коперника и «О строении человеческого тела» Везалия. Первые издания всех этих трёх книг вышли в период 1543–1545 годов и ознаменовали начало научной революции в математике, астрономии и медицине соответственно.

## История
В 1535 году итальянский математик Никколо Тарталья прославился тем, что нашёл способ решения в явной форме кубических уравнений вида {\displaystyle x^{3}+ax=b} и  {\displaystyle x^{3}=ax+b,} где {\displaystyle a,b>0} (отрицательные числа тогда считались недопустимыми, поэтому эти два типа уравнений рассматривались как существенно различные). Первый из этих двух типов уравнений сумел решить несколько ранее дель Ферро, который сохранил свой метод в тайне, однако Тарталья независимо сделал аналогичное открытие и расширил этот метод на оба указанных типа уравнений.
В 1539 году миланский математик Джероламо Кардано попросил Тарталью раскрыть ему свой метод. После некоторого сопротивления Тарталья согласился, но попросил Кардано ни с кем не делиться этой информацией, пока он сам её не опубликует. В течение следующих нескольких лет, Кардано работал над тем, как распространить формулу Тартальи на другие типы кубических уравнений. Более того, его ученик Лодовико Феррари нашёл способ решения уравнений четвёртой степени. Поскольку Тарталья не предпринял никаких усилий по публикации своего метода (и, кроме того, обнаружился приоритет дель Ферро), Кардано счёл себя свободным от обязательств и опубликовал собственный труд, честно указав при этом на авторство Тартальи и дель Ферро. Тем не менее исторически за этим алгоритмом закрепилось название «формулы Кардано».

## Содержание труда
Книга, разделённая на сорок глав, содержит подробное описание способа алгебраического решения кубических уравнений, а также, с помощью вспомогательного кубического уравнения, и четвёртой степени. В предисловии Кардано признал, что автором формулы является Тарталья, и что эта же формула была открыта дель Ферро. Он также сообщил, что способ решения уравнений четвёртой степени открыл его ученик Феррари.
В Ars Magna впервые появляется понятие кратного корня (глава I). Кардано знал о возможности для кубического уравнения иметь три вещественных корня, а также о том, что сумма этих корней равна (по абсолютной величине) коэффициенту при {\displaystyle x^{2}} (одна из формул Виета). Отрицательные корни Кардано, в духе того времени, называет «фиктивными» (fictae), хотя учитывал их при анализе уравнений и иногда использовал их как промежуточное средство для получения «истинного» (положительного) результата. Задолго до Декарта он сформулировал «правило знаков». Ему известен и факт, позднее обобщённый и названный теоремой Безу: многочлен {\displaystyle p(x)} делится без остатка на двучлен {\displaystyle x-r,} где {\displaystyle r} — один из корней {\displaystyle p(x)}.
В начале трактата Кардано объясняет, как привести кубическое уравнение общего вида: {\displaystyle ax^{3}\pm bx^{2}\pm cx\pm d=0} к каноническому виду (без члена {\displaystyle bx^{2}}). Поскольку в то время отрицательные коэффициенты не признавались, ему пришлось рассмотреть тринадцать различных типов кубических уравнений (главы XI – XXIII). В следующих главах, вплоть до главы XXXVIII, приводятся методы приближённого численного решения кубического уравнения методом хорд.
В современной записи формула Кардано для трёх корней уравнения {\displaystyle x^{3}+px+q=0} имеет вид:
{\displaystyle x_{1,2,3}={\sqrt[{3}]{-{\frac {q}{2}}+{\sqrt {{\frac {q^{2}}{4}}+{\frac {p^{3}}{27}}}}}}+{\sqrt[{3}]{-{\frac {q}{2}}-{\sqrt {{\frac {q^{2}}{4}}+{\frac {p^{3}}{27}}}}}},}
Кардано, как ранее Тарталья, оставляет открытым вопрос, что делать с кубическим уравнением, для которого {\displaystyle q^{2}/4+p^{3}/27<0,} из-за чего под знаком квадратного корня получается отрицательное число. Например, в главе I приводится уравнение {\displaystyle x^{3}+9=12x}, для которого {\displaystyle q^{2}/4+p^{3}/27=-175.} Однако Кардано никогда не применял свою формулу в подобных случаях. Парадоксально, но как раз этот, «самый комплексный» случай, соответствует «самому вещественному» набору корней уравнения — все три корня получаются вещественными. Вскоре анализ этой ситуации (названной Casus irreducibilis, «неприводимый случай») привёл к началу легализации нового класса чисел; арифметика комплексных чисел впервые была раскрыта в «Алгебре» Бомбелли (1572) и в трактате Альбера Жирара «Новое открытие в алгебре» (1629).

Математическая символика XVI века из книги Кардано: записано произведение

Ars Magna содержит первое появление в математике комплексных чисел (глава XXXVII), однако оно ещё не было связано с формулами Кардано. Кардано поставил следующую задачу: найти два числа {\displaystyle a,b}, сумма которых равна 10, а произведение равно 40. Ответ: {\displaystyle a=5+{\sqrt {-15}};b=5-{\sqrt {-15}}.} Кардано назвал это решение «софистическим», потому что не видел в нём никакого реального смысла, но смело написал «тем не менее, мы будем работать» и формально подсчитал, что их произведение действительно равно 40. Затем Кардано говорит, что этот ответ «столь же тонок, сколь и бесполезен».
Глава XXXIX посвящена уравнениям четвёртой степени, для которых аналогично рассматриваются 20 разновидностей с положительными коэффициентами.

## Текст в интернете
- Ars Magna в PDF-формате (лат.)
- Cardano, Gerolamo. Ars magna or The Rules of Algebra (англ.). — Dover, 1993. — 308 p. — ISBN 0-486-67811-3.